# Refraktærperiode
Refraktærperiode er en term, der er forbundet med dannelse af nerveimpuls.
I meget kort tid efter et aktionspotentiale, vil stimuli der når over tærskelværdien ikke udløse endnu et aktionspotentiale på aksonet. Denne korte periode kaldes refrækterperioden, og begrænser frekvensen af aktionspotentialer langs et akson. Det sikrer desuden at impulsen kun leder i én retning.
Den refraktære periode kan opdeles i en absolut og en relativ refraktær periode, hvor den absolutte refraktære periode er den periode hvor et nyt aktionspotentiale ikke kan finde sted grundet depolariseringen. I den relativt refraktære periode vil et aktionspotentiale være muligt, men vil kun ske under en ekstrem påvirkning.